# Cyprien de Rore
Cyprien de Rore (avec le prénom italianisé : Cipriano de Rore) (né à Renaix en 1515 ou en 1516 – mort à Parme, entre le 11 et le 20 septembre 1565) est un compositeur franco-flamand. 
C'est un des représentants importants de l'école franco-flamande postérieure à Josquin des Prés ; il s'établit en Italie pour y résider et travailler, fait œuvre de pédagogue et participe au développement du dernier style musical de la Renaissance en Italie ; il est considéré comme l'un des plus importants madrigalistes de son époque.  

## Biographie
C'est la recherche musicographique moderne qui a établi sa naissance à Renaix (en néerlandais : Ronse), ville belge située à la frontière linguistique actuelle entre la Flandre néerlandophone et la Wallonie francophone. Il semble être né dans une famille aisée.
On connaît peu de choses de sa formation musicale, même si certaines hypothèses viennent du fait que Marguerite d'Autriche, fille naturelle de l'empereur Charles Quint et future gouvernante des Pays-Bas, se rendit à Naples en 1533 pour y prendre époux dans la famille des Médicis, et que Cyprien de Rore aurait pu l'y accompagner et y recevoir une instruction musicale en Italie,. Mais il aurait aussi pu se former à Anvers. Une tradition persistante a prétendu qu'il aurait étudié à Venise avec son compatriote Adrien Willaert et qu'il aurait été choriste à la basilique Saint-Marc sans que cela n'ait pu être prouvé ; évidemment, la présence d'un simple choriste à cette époque peut très bien être réelle sans qu'on en retrouve de traces documentées.
Toujours est-il qu'en 1542, il est à Brescia où il demeure probablement jusqu'en 1546. C'est pendant ce séjour qu'il commence à se faire un nom en tant que compositeur, publiant un recueil de madrigaux et deux recueils de motets qui furent très remarqués.
En 1547, il entre au service du duc Hercule II d'Este à Ferrare comme maître des chœurs. Il y a comme élèves Jacques de Wert et Luzzasco Luzzaschi, ce dernier devait être l'un des représentants les plus significatifs de l'avant-garde musicale à la fin de la Renaissance en Italie, et le maître de Girolamo Frescobaldi. 
Quand Hercule meurt en 1559, Rore offre ses services à son successeur Alfonso. Le nouveau duc refuse et engage à sa place Francesco dalla Viola.
De 1560 à 1563, Cyprien de Rore travaille au service de Marguerite d'Autriche à Bruxelles et du second mari d'icelle, le duc de Parme Ottavio Farnese. En 1562, il est choisi comme maître des chœurs à Saint-Marc de Venise, mais démissionne en 1564 et retourne à Parme où il décède.

## Discographie
- Le vergine, madrigaux à quatre voix - The Hilliard Ensemble (septembre 1982, Harmonia Mundi) (OCLC 912697077)
- Passio Domini nostri Jesu Christi secundum Johannem - Huelgas Ensemble, dir. Paul Van Nevel (28-30 octobre 1988, Deutsche Harmonia Mundi) (OCLC 658725252)
- Missa Præter rerum seriem - The Tallis Scholars (1994) - Gimell
- Missa Præter rerum seriem et 4 madrigaux (Mia benigna fortuna, Schiet'arbuscel, Calami sonum ferentes, Se ben il duol) ; 2 motets (Plange quasi virgo, Dissimulare etiam sperasti) ; 1 chanson (Mon petit cueur) - Huelgas-Ensemble, dir. Paul Van Nevel (juillet 2001, Harmonia Mundi) (OCLC 900170829)
- Missa Doulce memoire ; Missa a nota negre - The Brabant Ensemble, dir. Stephen Rice (7-9 août 2012, Hypérion) (OCLC 973613894)
- Vieni dolce Himineo et autres madrigaux des livres II, IV et V - La Compagnia del Madrigale (18-22 septembre 2017/avril 2018, Glossa) (OCLC 1100588979)